# Aisha Ayensu
Aisha Ayensu est une styliste et créatrice de mode prêt-à-porter ghanéenne, plusieurs fois primée, connue pour avoir conçu des tenues et des costumes de scène pour Beyoncé, et d'autres artistes. Elle est fondatrice et directrice de Christie Brown, une maison de couture ghanéenne. 

## Biographie
Aisha Ayensu a une formation en psychologie et en mode. Elle a reçu sa formation dans le domaine de la mode dans une école spécialisée d’Accra, le Joyce Ababio College of Creative Design.
Elle fonde la maison de couture Christie Brown en mars 2008 au Ghana, et la dirige depuis cette date. 
Elle a été distinguée dès ses premières collections, notamment avec le prix de la jeune créatrice de l'année en 2009 lors de la semaine de la mode Arise Africa à Johannesbourg. Sa maison de couture a été également la seule marque ghanéenne présentée lors de la semaine de la mode Arise L'Afrique-A-Porter à Paris en 2010.

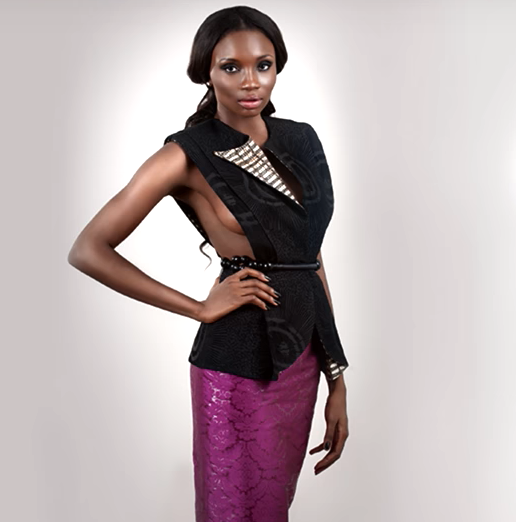
Un vêtement de la collection Christie Brown de 2014

Elle est connue aussi pour avoir conçu des tenues et des costumes de scène pour Beyoncé et ses danseurs,,,. Elle a travaillé également pour d’autres artistes, comme l'actrice nigériane Genevieve Nnaji, l'actrice ghanéenne Jackie Appiah, ou encore Sandra Don-Arthur, et pour des séries télévisées telles que Une ville d'Afrique (An African City) dont la réalisatrice, Nicole Amarteifio, veut s’extraire des clichés réducteurs et misérabilistes sur l’Afrique,.
Outre les télévisions du Nigéria, elle a été interviewée par Afua Hirsch pour son émission In the Studio dans le cadre du programme radio du BBC World Service en 2016. 
Elle a installé un showroom dans un quartier à la fois popûlaire et branché d’Accra, Osu,.

## Distinctions
Elle a reçu plusieurs prix et distinctions, dont :
- en 2009 : Emerging Designer of the Year (artiste émergent de l'année), Arise Africa fashion, en Afrique du Sud[1].
- en 2018 : Best Fashion Designer, Africa Prestigious Awards[12].
- en 2018 encore : Designer africain de l'année, Glitz Style Awards[13].
- en 2019 : Designer africain de l'année, Glitz Style Awards[14].